# Chrysolina boreosinica
Chrysolina boreosinica es un coleóptero de la familia Chrysomelidae.
Fue descrita científicamente en 2004 por Lopatin.